# 覇王・愛人
覇王♥愛人（はおう・あいれん）とは小学館の漫画雑誌『少女コミック』に連載されていた漫画家・新條まゆの作品。作者の他の作品同様、過激な性描写で知られる。2003年にCDドラマ化されている。
連載期間は2002年第5号～2004年第8号。単行本は少コミフラワーコミックスから全9巻。英語版、ドイツ語版、スペイン語版が発売されている。

## あらすじ
父親が死に、病気がちな母と双子の弟たちと暮らす女子高生・秋野来実。バイトの帰り、来実はまったく知らない男に突然キスをされた。その男は追われているらしく、腕には大きな傷があった。放っておけず、来実はその男を自分の家に連れ帰って、傷の手当てをした。男に淡い恋心を抱いた来実だが、黒龍と名乗る男は風のように去っていった。
数日後、校門で黒服の男達に拉致され、薬で意識を失った来実は、気が付くと黒龍の自家用飛行機の中にいた。傍に居たのは黒龍。彼は、香港マフィアのボスだった。香港に着いた来実と黒龍は、マフィア同士の抗争の渦に巻き込まれていく。

## 登場人物

### 主要人物
秋野来実（あきの くるみ）
本作の主人公。高校2年生。巨乳でありFカップ。血液型A型（黒龍と同じ）。4年前に父親を亡くし、病気がちな母親と双子の弟を養う為に、コンビニでバイトをしている少女。バイト帰りに組織に追われていた黒龍を助けた事から、無理矢理に拉致され飛行機で連れ去られたあと香港で彼と暮らす事になる。当初は恋心を抱いていた黒龍が香港マフィア最大の組織龍王社のトップだと知って衝撃を受けるが、それでも想いが消えることは無く黒龍を愛し続けた。黒龍から香港において「たった一人の大切な女」を意味する「愛人」（アイレン）だと告げられる。
黒龍（ハクロン）
敵対する組織に追われていた所を来実に助けられた男性。本名は「王麗成（ウォン・リーチェン）」。実は、香港マフィア最大の組織『龍王社』のボス。 大人びた見た目をしているが18歳で高校に通っている。こめかみに黒い龍の形のアザがあり、見た者は死ぬと言われている。世界を支配する野望を持っている。中国王家の血を引く名家の息子として生まれたときから身内に不幸が続き、そのため父親に殺されそうになるが、母親の手引きで逃げている。逃避行の際に持つ者は覇王となるという龍玉を母親から託され、それを見た皇龍に拾われてありとあらゆる武術や学問を教え込まれる。日本で敵対する組織に追われ、傷を負っていた所を来実に助けられた事で彼女に惚れこむ。その際に来実に惹かれ、後日、彼女を無理矢理に飛行機で香港へ連れ帰り自分の女とした。かつては香港の美女は全て彼の愛人と言われるほどで、多くの愛人を囲っていたが、冷徹なマフィアであり続けるために本気で愛した来実を抱くことに抵抗を見せていた。しかし、彼女に嫉妬した自身の婚約者の麗蘭が自分に撃たせて死んだことをきっかけに、来実が自分を人殺しとしか信じなかったため無理やり彼女を身体で繋ぎ始め、以来何度も関係を持ち続ける。

### 龍王社
風龍（フウロン）
香港最大のマフィア龍王社最強の四天王の一人。眼鏡をかけた男性。本名は「呂兆銘（ロイ・シュウミン）」。冷静沈着で落ち着いた振る舞いをする。龍王社のトップの黒龍や他の四天王とともに高校に通っている。黒龍に忠誠を誓い、黒龍の心を乱す来実を目障りに思っているが、物語の途中でイーサンに狙われる来実を自分から遠ざけようとした黒龍の命令で、来実を愛人とする。
火龍（フォロン）
香港最大のマフィア龍王社最強の四天王の一人。一つ結びの三つ編みが特徴的。女性として振る舞っているが実は男性。龍王社のトップの黒龍や他の四天王とともに高校に通っている。火薬の知識に長けている。黒龍の愛人である来実と接している中で恋心を抱くも、想いを素直に伝えることが出来ず苦悩する。
水龍（スイロン）
香港最大のマフィア龍王社最強の四天王の一人。長髪を後ろで結んだ髪型をした男性。龍王社のトップの黒龍や他の四天王が通う高校に保健教師として勤めている。黒龍が嫉妬から学校で愛人である来実を抱こうとした際、保健室を明け渡した。
地龍（デイロン）
香港最大のマフィア龍王社最強の四天王の一人。横暴な性格をした男性。龍王社のトップの黒龍や他の四天王が通う高校に体育教師として勤めている。当初は来実が風龍の愛人となった際、黒龍の女でなくなったなら問題ないと有無を言わさず来実を犯そうとする。 黒龍が龍王社を抜けた際も来実を犯そうとするが、黒龍に阻止される。その後黒龍に抱かれる来実の喘ぎ声を聞いて恋心を抱くようになる。

### その他マフィア関係者
イーサン・ヤン
香港のマフィア白虎会の会長。香港最大のマフィア龍王社と敵対している。左目に縦に伸びた傷が特徴的で、これはかつて黒龍につけられたもの。白いスーツを着用している。龍王社のトップである黒龍の命を狙い度々刺客を送り込む。また黒龍が愛した来実を誘拐するなど目的のためならば手段を選ばない非情な男。
麗蘭（れいらん（リーラン））
貿易会社の社長の娘。香港最大のマフィア龍王社のトップである黒龍の婚約者。黒龍を愛し、彼と同じ高校に通っている。しかし突然現れた来実が黒龍に愛されていることに嫉妬し、白虎会に殺しを依頼するも拉致されてイーサンの部下たちに強姦される。その後は落ちぶれて娼婦となっていたが黒龍に救い出される。 その後も色仕掛けで関係を持った男子生徒三人を利用して来実への嫌がらせと暴行など様々な企てを行い、最期は二人の恋を引き裂くために来実の前で黒龍に自分を撃たせた。生前に書き残した遺書は火龍の手に見つけられるが、火龍から渡されたあとは来実が読むことになる。
世界一腕の立つ殺し屋
第3巻に登場。麗蘭の父によって黒龍を暗殺するために雇われた殺し屋。使用銃器はXM177E2。ターゲット以外の人間を巻き込む殺しをよしとしないなど潔い面も持つが、そこを黒龍に利用されて捕まり拷問の末に殺害された。この際、「人殺しはダメ」という来実の懇願を無視して秘密裏に殺害する形となったことを、麗蘭によって密告され、来実と黒龍の間に溝を作ることに利用される。
黒龍の狙撃を試みる場面が読者の間から広まってインターネット・ミーム化し、グッズも作られた。「#余談」を参照。
家輝（カーファイ）
一度、黒龍から逃げ出した来実を匿ってくれた家族の息子。母親と二人で食堂を経営している。来実を探しにきた黒龍によって殴られ囚われてしまう。そのあと黒龍から来実との性行為を強制的に見せつけられたのが契機となり、黒龍への憎悪を抱く。
ある日街中で来実と黒龍が親しくする様子を見て憎悪が再燃し、最後は花嫁姿の来実のもとへ行く黒龍に銃で致命的な傷を負わせる。
皇龍（ファンロン）
表社会で強大な権力を持つ人物。父親に抹殺されそうになり逃走した幼い黒龍に学問、武術、剣術、銃の扱い方、政治経済、帝王学などありとあらゆる教育を施した。自らが表社会の覇王となり、黒龍が裏社会の覇王となることを望んでいる。

### その他
来実の母
来実の母親。夫を亡くしている。来実の他に双子の兄弟の子供がいて、四人で生活を送っていた。病気を患っていたが、黒龍の援助で大きな病院での治療を受け良い快方に向かっている。しかし風龍の指示で家を燃やされ、黒龍が来実を香港に連れて行ったせいで生活が変わってしまったと心情を吐露する。
秋野浩太・啓太（あきの こうた・けいた）
来実の双子の弟達。幼稚園児。姉が黒龍と関わったせいで母共々生活が変わってしまう。
最終話で二人揃って小学校に通う年齢に成長している。

## 用語集
龍王社（りゅうおうしゃ）
香港最大のマフィア組織。トップは黒龍、また黒龍を守る風龍、火龍、水龍、地龍ら四天王がいる。白虎会とは敵対関係にある。龍王社を抜けるものには真っ赤に焼いた鉄の龍を背中一面に逆向き焼き付ける儀式を行う掟がある。黒龍が龍王社を抜けた際には風龍が組織のトップとなった。
白虎会（びゃっこかい）
香港のマフィア組織。会長はイーサン・ヤン。龍王社とは対立関係にあり、黒龍の命を狙う。黒龍の愛人だと思われた来実を誘拐した際に、黒龍の怒りに触れ本部以外の全ての事務所を壊滅状態に追い込まれる。

## 単行本
1. ISBN 4091367577
2. ISBN 4091367585
3. ISBN 4091367593
4. ISBN 4091367607
5. ISBN 4091382916
6. ISBN 4091382924
7. ISBN 4091382932
8. ISBN 4091382940
9. ISBN 4091382959

### 小説
- 『覇王・愛人 生誕編―黒の序曲(プレリュード)』（作:高橋ななを、小学館） ISBN 4094212469

黒龍の少年時代を描く。来実と黒龍との悲劇的な関係が描かれている。

## CDドラマ
全3巻。第3巻はオリジナルストーリーで、原作とはラストが異なる。
少コミねっとSHOPで入手可能。

### キャスト
- 黒龍:関智一
- 秋野来実:こやまきみこ
- 火龍:浅川悠
- 風龍:千葉進歩
- 水龍:飛田展男
- 地龍:伊藤健太郎
- 白虎会会長イーサン・ヤン:若本規夫
- 麗蘭:高野直子
- 女学生1:黒河奈美
- 女学生2:後藤邑子

## 余談
「拳銃、小銃の構え方がおかしい」や「黒龍のカンフーは構え・動き共に変だ」という指摘がなされたことがあった。
特に前者は、作中に登場する「世界一腕の立つ殺し屋」について、「狙撃用のライフルの構え方がおかしい」「明らかにアサルトライフルだ」という指摘がされ、話題の種になった。後に作者の新條自身がこの指摘をネタにしており、実際にモデルガンのスナイパーライフルを購入し「でかくて肩に担がないと持てない」と話したり、その人物がLINEスタンプに登場する予定があることが2014年に発表され話題になるなど、連載終了後も引き合いに出されることがある。